# Father Beauclaire
Father Beauclaire è un cortometraggio muto del 1912 diretto e interpretato da Hal Reid. Prodotto dalla Reliance Film Company, aveva come interpreti, oltre allo stesso Reid, Gertrude Robinson, Charles Herman, George Siegmann.

## Trama
Il giovane Jacques Delur, dopo avere ucciso una ragazza in canonica, va a confessarsi da padre Beauclaire. Inginocchiatoglisi davanti, riesce a infilargli nel cappuccio il coltello sporco di sangue. Poi, dopo la confessione, esce dalla canonica alla ricerca di due gendarmi ai quali dice che c'è stato un omicidio, indicando come colpevole padre Beauclaire e come prova il pugnale insanguinato nascosto nel cappuccio. Padre Beauclaire, legato al segreto della confessione, si lascia accusare e trascinare alla ghigliottina.

Un anno dopo, il giovane assassino, in una casa fatiscente, circondato solo dalle bottiglie vuote di brandy e assenzio, viene assistito da un sacerdote mandato a chiamare di modo che, sul letto di morte, possa confessare il proprio crimine per il quale un uomo innocente è andato a morire. Il prete lo ascolta e gli dà l'assoluzione. L'assassino muore in pace.

## Produzione
Il film venne prodotto dalla Reliance Film Company

## Distribuzione
Distribuito dalla Motion Picture Distributors and Sales Company, il film - un cortometraggio di una bobina - uscì nelle sale cinematografiche degli Stati Uniti il 25 maggio 1912.